# Saguia el Hamra

Übersichtskarte

Saguia el Hamra (arabisch الساقية الحمراء as-Saqiya al-hamra', DMG as-Sāqiya al-ḥamrāʾ ‚das rote Flussbett‘) stellt zusammen mit Río de Oro eines der beiden Gebiete dar, aus denen die frühere spanische Provinz (bis 1969: Kolonie) Westsahara (Sahara Occidental) bestand. Es macht den nördlichen Teil von 26° bis 27° 50' nördlicher Breite aus, der eine Fläche von etwa 82.000 km² aufweist.
Sein Name geht auf Saguia el Hamra zurück, ein Wadi, das sich während der Regenzeit nahe der Hauptstadt El Aaiún zu einem See staut, ohne den 25 Kilometer entfernten Atlantischen Ozean zu erreichen.
Das Kap Bojador wurde zum Ausgangspunkt der Grenzlinie zur südlichen Nachbarprovinz Río de Oro.
Zu den wichtigsten Ansiedlungen zählt neben El Aaiún weiter im Landesinneren auch die ebenfalls noch unter marokkanischer Verwaltung stehende Stadt Smara in der Provinz Es Semara. Ebenso zählt dazu die schon in der Nähe der algerischen Grenze und damit bereits in den von der Unabhängigkeitsbewegung Frente POLISARIO sogenannten befreiten Gebieten liegende provisorische Hauptstadt Bir Lehlu des als Demokratische Arabische Republik Sahara ausgerufenen selbständigen Staats.

## Geschichte
Ein spanisch-französischer Vertrag von 1904 besagte, dass Frankreich Spanien Saguia el Hamra und den Ort Ifni als Kolonie überlassen würde. Dieser Vertrag wurde geheim gehalten, bis am 30. März 1912 das französische Protektorat über Marokko verkündet wurde.